# Nigidionus parryi
Nigidionus parryi es una especie de coleóptero de la familia Lucanidae.

## Distribución geográfica
Habita en China, Taiwán y Vietnam.